# Stadion der Freundschaft (Frankfurt (Oder))
Das Stadion der Freundschaft ist ein Mehrzweckstadion in Frankfurt (Oder). Unter anderem trägt der dort ansässige 1. FC Frankfurt E/V seine Heimspiele aus.

## Geschichte
Das Stadion wurde am 12. Juli 1953 nach fünfjähriger Bauzeit im Rahmen des 700-jährigen Stadtjubiläums eröffnet. Das erste Fußballspiel wurde zwischen Dynamo Frankfurt und Gwardia Kraków vor 25.000 Zuschauern ausgetragen.
Im Laufe der Jahre wurde das Stadion stetig ausgebaut. So wurde 1955 ein Nebenplatz und 1962 eine neue Laufhalle errichtet. Ein Jahr später wurde die Flutlichtanlage modernisiert. In den darauffolgenden Jahren wurde eine neue Westtribüne erbaut. Außerdem erfolgten Verbesserungen bei den Reporterkabinen, bei den Parkplätzen und beim Spielertunnel. Im Eingangsbereich wurde eine von Walter Kreisel geschaffene Büste von Werner Seelenbinder aufgestellt.
Ab der Saison 1974/75 wurden wiederholt Europacupspiele im Stadion der Freundschaft ausgetragen. Der 1971 aus Berlin in die Stadt delegierte FC Vorwärts spielte in der ersten Hauptrunde des UEFA-Cups gegen Juventus Turin. 20.000 Zuschauer kamen zu dem Spiel, für das extra eine Zusatztribüne errichtet wurde. Bis zur Saison 1984/85 spielte der FC Vorwärts unregelmäßig im UEFA-Cup und trug seine Heimspiele im Stadion der Freundschaft aus. Während diese Europacup-Spiele größtenteils ausverkauft waren, kamen zu den Heimspielen in der DDR-Oberliga meistens nur wenige tausend Zuschauer. Nachdem der Verein 1988 in die 2. Liga abgestiegen war, sanken die Zuschauerzahlen weiter. Nach der Wende wurde der Frankfurter FC Viktoria 91 aus dem bisherigen Verein neu beziehungsweise ausgegründet und qualifizierte sich für die dritte Liga, die Oberliga. Die Infrastruktur des Stadions verfiel in den 1990er Jahren zusehends.
Die Sportstätte war Schauplatz zweier Länderspiele. Am 9. Oktober 1974 spielte die Fußballnationalmannschaft der DDR vor 2.000 Zuschauern gegen Kanada und am 17. April 1985 spielte die DDR-Nationalmannschaft vor 6.000 Zuschauern gegen Norwegen. Außerdem wurden zwei U 21-Länderspiele im Stadion ausgetragen. 7.000 Zuschauer kamen 1995 zum 7:0-Sieg in der EM-Qualifikation gegen Bulgarien zwei Jahre später trennte sich die U 21-Elf von Portugal mit 1:1. 2015 entspricht das Stadion nicht mehr den DFB-Sicherheitsbestimmungen und gilt als baufällig. Die Flutlichtanlagen wurden wie die Anzeigetafel wegen Einsturzgefahr demontiert. Außerdem wurde die Sitzplatzkapazität von 10.000 auf 6.000 reduziert.

## Renovierung

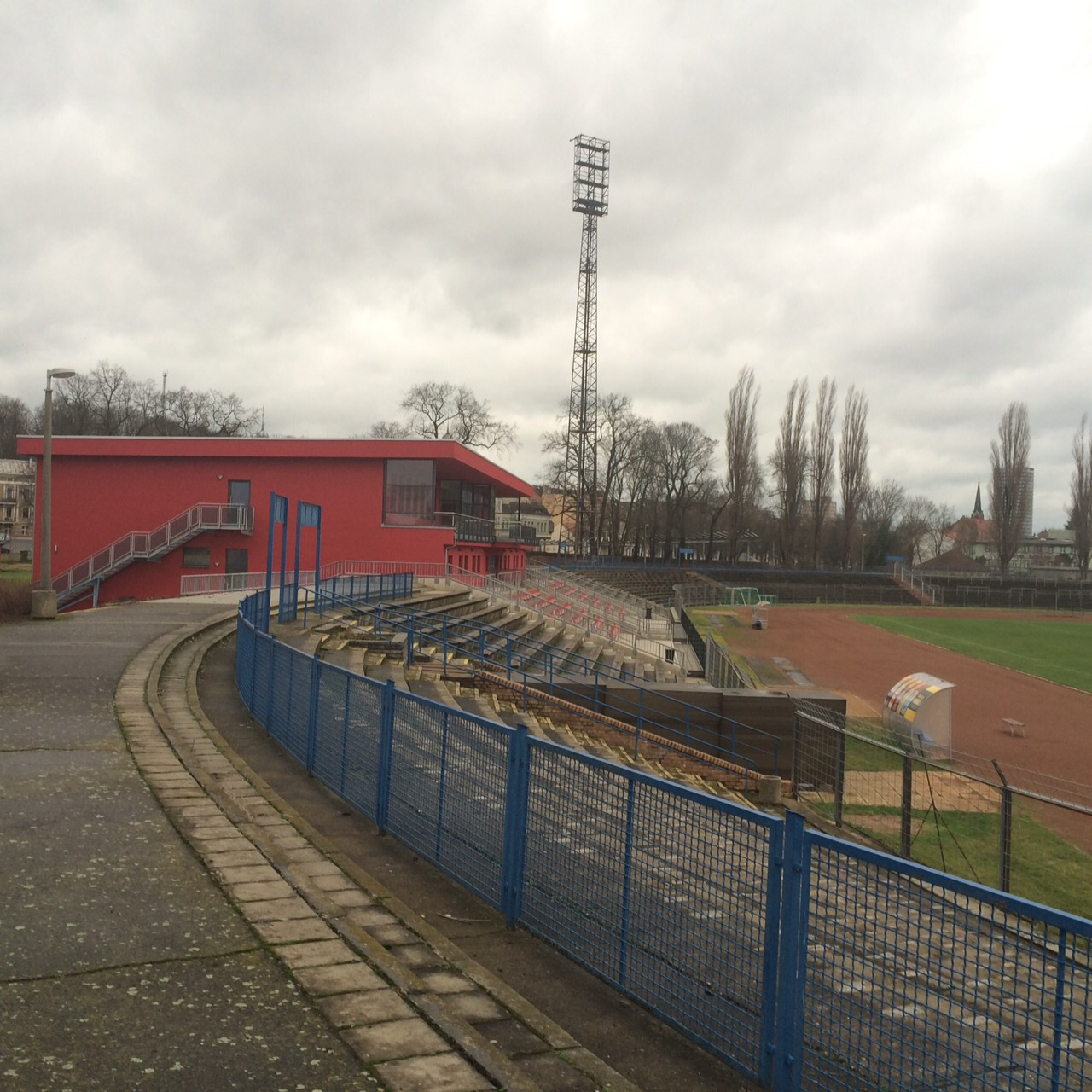
Der Innenraum des Stadions

Am 4. September 2012 übergab Bauminister Jörg Vogelsänger einen Förderbescheid über 1,9 Millionen Euro der Europäischen Union für den Neubau eines Funktionsgebäudes. Das Stadion wurde zu einem Sport- und Freizeitpark umgebaut. Es wurden insgesamt etwa 2,6 Millionen Euro in den Umbau des Stadions investiert. Prunkstück des Umbaus ist das neue zweistöckige Funktionsgebäude mit Außentribüne. Es beherbergt eine Gastronomie und bietet wesentlich mehr Platz als das alte Gebäude. Es wurde im Rahmen des Heimspiels des 1. FC Frankfurt gegen Stahl Eisenhüttenstadt am 13. September 2014 eröffnet. Zum Eröffnungsspiel kamen über 1.000 Zuschauer. Seitdem trägt der 1. FC Frankfurt wieder alle seine Heimspiele im Stadion, und nicht wie zuvor oftmals auf dem neben dem Stadion befindlichen Kunstrasenplatz aus.